# Ranunculus pianmaensis
Ranunculus pianmaensis là một loài thực vật có hoa trong họ Mao lương. Loài này được W.T. Wang mô tả khoa học đầu tiên năm 2008.